# Slobodan Jovanović
Slobodan Jovanović (em sérvio cirílico: Слободан Јовановић; Novi Sad, 3 de dezembro de 1869 — Londres, 12 de dezembro de 1958) foi um dos mais prolíficos juristas, historiadores, sociólogos, jornalistas e críticos literários da Sérvia. Se destacou com um estilo de escrita caracteristicamente claro e nítido mais tarde chamado de "estilo de Belgrado".
Foi um liberal em seus pontos de vista social e político; e também foi, por quase meio século, um dos líderes da intelligentsia sérvia. Graduou-se direito em Genebra em 1890 e em 1905, foi professor da Faculdade de Direito da Universidade de Belgrado até 1941. Foi também primeiro-ministro iugoslavo no exílio em Londres, durante a Segunda Guerra Mundial.